# Бад Цвишенан
Бад Цвишенан (њем. Bad Zwischenahn) општина је у њемачкој савезној држави Доња Саксонија. Једно је од 6 општинских средишта округа Амерланд. Према процјени из 2010. у општини је живјело 27.350 становника. Посједује регионалну шифру (AGS) 3451002, NUTS (DE946) и LOCODE (DE BAN) код.

## Географски и демографски подаци
Бад Цвишенан се налази у савезној држави Доња Саксонија у округу Амерланд. Општина се налази на надморској висини од 7 метара. Површина општине износи 129,7 km². У самом мјесту је, према процјени из 2010. године, живјело 27.350 становника. Просјечна густина становништва износи 211 становника/km².

## Међународна сарадња
| Мјесто | Држава  | Врста сарадње | Од    |
| ------ | ------- | ------------- | ----- |
|        | САД     | партнерство   | 1981. |
| Изегем | Белгија | партнерство   | 1980. |
| Извор  |         |               |       |